# Residenset i Luleå
Residenset är en byggnad vid Residensgatan i Luleå, som inrymmer bostads- och representationslokaler för landshövdingen i Norrbottens län. Byggnaden förvaltas av Statens fastighetsverk och är byggnadsminne sedan 1935. 

## Historia
Fastigheten uppfördes 1852 och är Sveriges enda länsresidens byggt i trä. Den ritades av arkitekten Ludwig Hawerman, är uppförd i två våningar i liggande timmer. En ombyggnad 1922 förändrade den ursprungliga fasaden. Den senaste restaureringen ägde rum i slutet av 1900-talet.